# Chaetocercus mulsant
El colibrí de Mulsant  (Chaetocercus mulsant), también denominada coqueta verde y blanca, estrellita ventriblanco (en Ecuador), rumbito buchiblanco o zumbador ventriblanco (en Colombia) o estrellita de vientre blanco (en Perú), es una especie de ave apodiforme de la familia Trochilidae —los colibríes— perteneciente al género Chaetocercus. Es nativo de regiones andinas del noroeste y centro oeste de América del Sur.

## Distribución y hábitat
La especie se distribuye irregularmente desde los Andes orientales y centrales de Colombia hacia el sur a lo largo de los Andes de Ecuador y Perú, hasta el centro de Bolivia. En Bolivia, se encuentran en la región de las yungas, en Cochabamba. En Perú, por lo general está presente en el valle del río Marañón y también en Piura.
Esta especie es considerada de poco común a localmente común. Vive principalmente en las flores de los árboles, en zonas semiabiertas y jardines; rara vez se encuentra en los bordes del bosque húmedo de montaña. En Perú y Ecuador, se encuentra en altitudes entre 800 y 3500 m s. n. m.; en Colombia entre los 1500 y 2800 m. Ocasionalmente reportada hasta 4000 m. Forrajea desde cerca del suelo hasta el dosel.

## Descripción
Presenta dimorfismo sexual; el macho mide 8 a 8,5 cm de longitud, mientras que la hembra alcanza 7,5 cm. El pico tiene unos 17 mm de largo. 
El plumaje de la parte superior del macho es de color verde brillante; presenta una mancha blanca detrás de cada ojo. La garganta es de color rosado a púrpura brillante. Las partes inferiores son predominantemente blancas y los flancos de color verde oscuro. La cola es relativamente corta y puntiaguda, con las plumas exteriores negras. 
La hembra presenta las partes superiores de color verde bronce, con la mancha posocular alargada y más notoria que la del macho. Las partes inferiores son blancas con los flancos rojizos. Su cola es más corta que la del macho.

## Sistemática

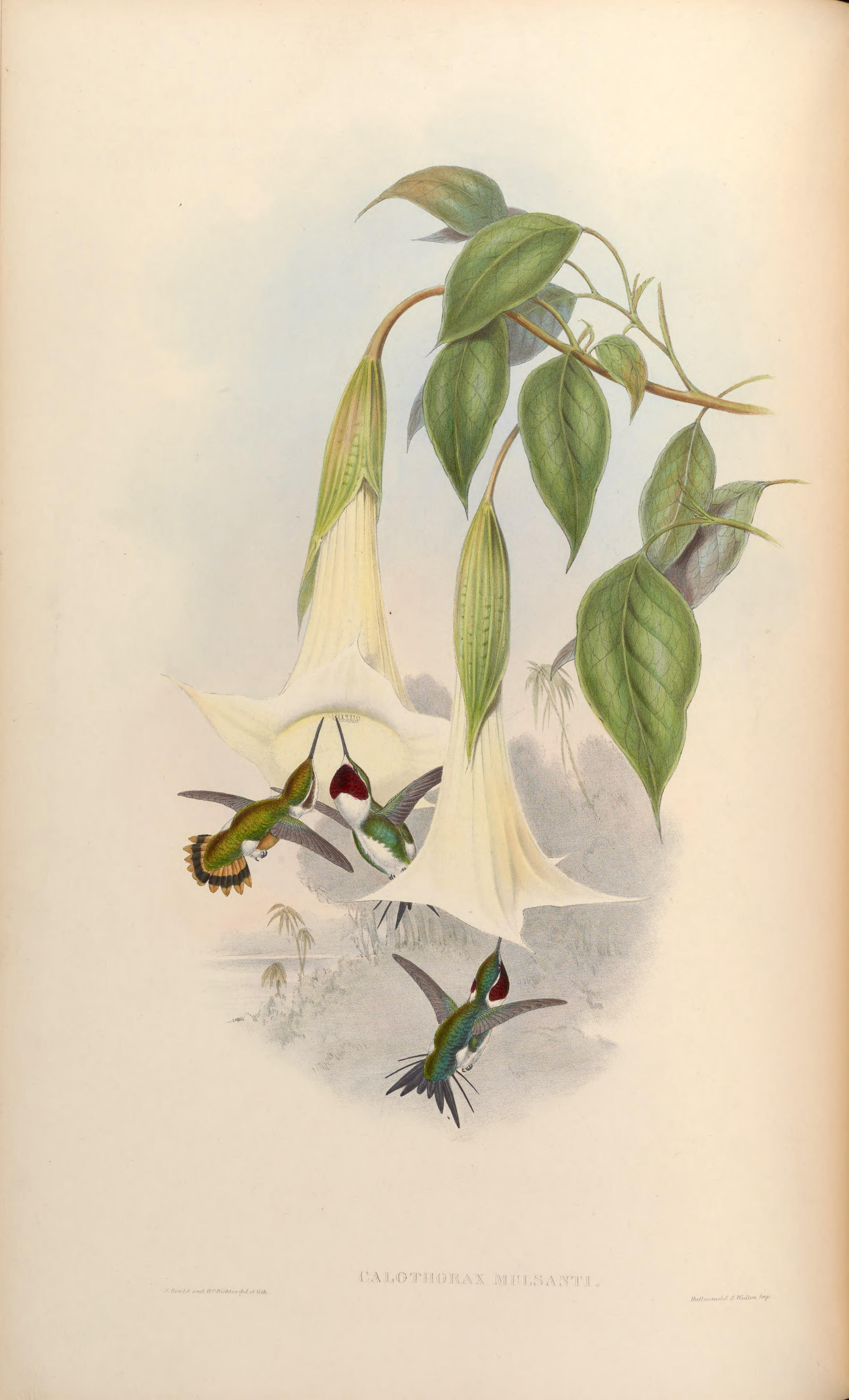
Calothorax mulsanti, sinónimo de Chaetocercus mulsant, ilustración de Gould y Richter en A monograph of the Trochilidae, or family of humming-birds 3, 1861.

### Descripción original
La especie C. mulsant fue descrita por primera vez por el ornitólogo francés Jules Bourcier en 1843 bajo el nombre científico Ornismya mulsant; su localidad tipo es: «Colombia y yungas Bolivia».

### Etimología
El nombre genérico masculino «Chaetocercus» se compone de las palabras del griego «khaitē» que significa ‘cabello’, y «kerkos» que significa ‘cola’; y el nombre de la especie «mulsant», conmemora al ornitólogo francés Étienne Mulsant (1797–1880).

### Taxonomía
Colocada con frecuencia en el género Acestrura junto con C. bombus, C. heliodor, C. astreans y C. berlepschi, pero ninguna evidencia en la morfología externa justifica el tratamiento en un género separado de C. jourdanii. El nombre específico a veces es escrito mulsanti; ambos nombres publicados por el mismo autor con pocas semanas de diferencia; el nombre actual tiene prioridad. La forma descrita Calothorax decoratus Gould, 1860 es probablemente un híbrido entre esta especie y Chaetocercus heliodor. Es monotípica.